# Смирнов, Сергей Владимирович
Сергей Владимирович Смирнов (род. 16 августа 1954 год, Красноярск) — заслуженный тренер России, главный тренер сборной Красноярского края по бобслею и скелетону. Судья первой категории.

## Биография
Сергей Смирнов в 1973 году стал заниматься скалолазанием, а в 1974 году — санным спортом. В 1979 году стал работать тренером по скалолазанию в Красноярском краевом Совете ДСО «Урожай». В 1980 году стал работать тренером по бобслею в Краевом ШВСМ по зимним видам спорта. В период с 1985 по 1990 год работал главным тренером по бобслею сборной команды Центрального совета ВФСО ДИНАМО. В 1994 году стал занимать должность тренера по бобслею СДЮШОР по саням. В 1999 году инициировал создание команды скелетона и женского бобслея в России. В период с 1999 года по 2002 год работал со сборной командой по женскому бобслею и скелетону России. С 2002 года по 2010 год работал с основным составом сборной России по скелетону, после 2010 года занялся работой с юниорской командой по скелетону.
Первый тренер олимпийского чемпиона Александра Третьякова. Ученики Сергея Смирнова: бронзовый призёр олимпийских игр В. П. Александров, Е. С. Миронова, победитель Олимпийских игр Д. В. Труненков, Е. С. Попов, Роман Александрович Орешников, А. В. Мутовин, П. А. Макарчук.
Работает тренером-преподавателем по санным видам спорта «СКГАУ Академия зимних видов спорта» министерства спорта, туризма и молодежной политики Красноярского края. Отличник физической культуры и спорта.